# Terminal combiné de Champigneulles
Terminal combiné de Champigneulles vasútállomás Franciaországban, Nancy településen.

## Vasútvonalak
Az állomást az alábbi vasútvonalak érintik:
- Noisy-le-Sec-Strasbourg-Ville-vasútvonal

## Kapcsolódó állomások
A vasútállomáshoz az alábbi állomások vannak a legközelebb: